# ان‌جی‌سی ۶۹۱۴
ان‌جی‌سی ۶۹۱۴ (انگلیسی: NGC 6914) یک سحابی بازتابی است که تقریباً ۶۰۰۰ سال نوری از زمین فاصله دارد و در صورت فلکی ماکیان قرار دارد و توسط ادوارد استفان در ۲۹ اوت ۱۸۸۱ کشف شد.